# François-Antoine Habeneck
Répertoire
- Symphonies de Beethoven
- Symphonie fantastique
- Grande Messe des morts
- Robert le Diable
- La Juive
- les Huguenots
- Benvenuto Cellini

François-Antoine Habeneck, né le 22 janvier 1781 à Mézières et mort le 8 février 1849 à Paris, est un violoniste, compositeur et chef d'orchestre français.

## Biographie
Habeneck est le fils d'Adam Abnek, un violoniste d'origine allemande de la Cour de Mannheim, qui s'était engagé dans la musique de l'un des régiments appelés de Penthièvre. Habeneck entre en 1800 au Conservatoire de Paris pour étudier sous la direction de Pierre Baillot, dont il devient la même année son répétiteur. Après avoir remporté le premier prix de violon (1804), Habeneck entre à l'Opéra-Comique, puis à l'Opéra de Paris. Il épouse cette année-là la fille de Pierre Gardel, qui est maître de ballet, violoniste et compositeur. Devenu veuf au bout de dix-sept ans, il se remariera avec Marie-Adèle Sieber, fille de l'éditeur de musique, d'origine allemande. Il aura deux filles, Marie-Juliette et Mathilde.
D'abord violoniste à l'Opéra, Habeneck devient adjoint du chef d'orchestre, Rodolphe Kreutzer, en 1817, puis remplace Viotti comme directeur administratif le 1er décembre 1821. Le 6 février 1822, il inaugure l'Opéra de la rue le Peletier, avec Aladin ou la Lampe merveilleuse de Nicolo et Angelo Maria Benincori. En 1823, il aide Aumer à monter le ballet Le Page inconstant (d'après Dauberval).
Avec la venue de Rossini à Paris en 1823, il quitte son poste d'administrateur. En 1824, il devient chef d'orchestre de l'Opéra, poste qu'il occupe en compagnie de Henri Valentino. En 1831, il en est le seul chef d'orchestre. En 1846, il sera mis à la retraite.
En 1825, on a créé pour lui un poste de professeur au Conservatoire, dont il sera nommé en 1831 inspecteur général des classes.
Habeneck est aussi violoniste à la Chapelle Royale, puis dans la musique de chambre de Louis-Philippe. En 1843, il devient vice-président de l'Association des artistes musiciens.
Habeneck a la particularité de conduire l'orchestre avec l'archet de son violon. Personnage célèbre de la scène musicale parisienne, il crée un grand nombre d'œuvres de Rossini, Meyerbeer, Halévy et Berlioz.
Il travaille toute sa vie à la diffusion des œuvres de Beethoven en France, notamment avec l'organisation des « Concerts spirituels », donnés par l'orchestre de l'Opéra.
Habeneck est aussi à l'origine de la « Société des concerts du Conservatoire », qui a donné son premier concert le 9 mars 1828. Habeneck a bâti sa programmation autour des œuvres de Beethoven jusqu'à sa mort. Il avait l'habitude de diriger les symphonies de Beethoven depuis le pupitre de premier violon. Il n'utilisait d'ailleurs pas de « partitions » dans ces cas-là, mais la partie de premier violon.
Habeneck a créé le 5 décembre 1830 au Conservatoire la Symphonie fantastique op. 14 d'Hector Berlioz et aux Invalides le 5 décembre 1837 la Grande Messe des morts. À l'Opéra, il a créé Robert le Diable le 21 novembre 1831, La Juive le 23 février 1835, les Huguenots le 29 février 1836, Benvenuto Cellini le 10 septembre 1838.

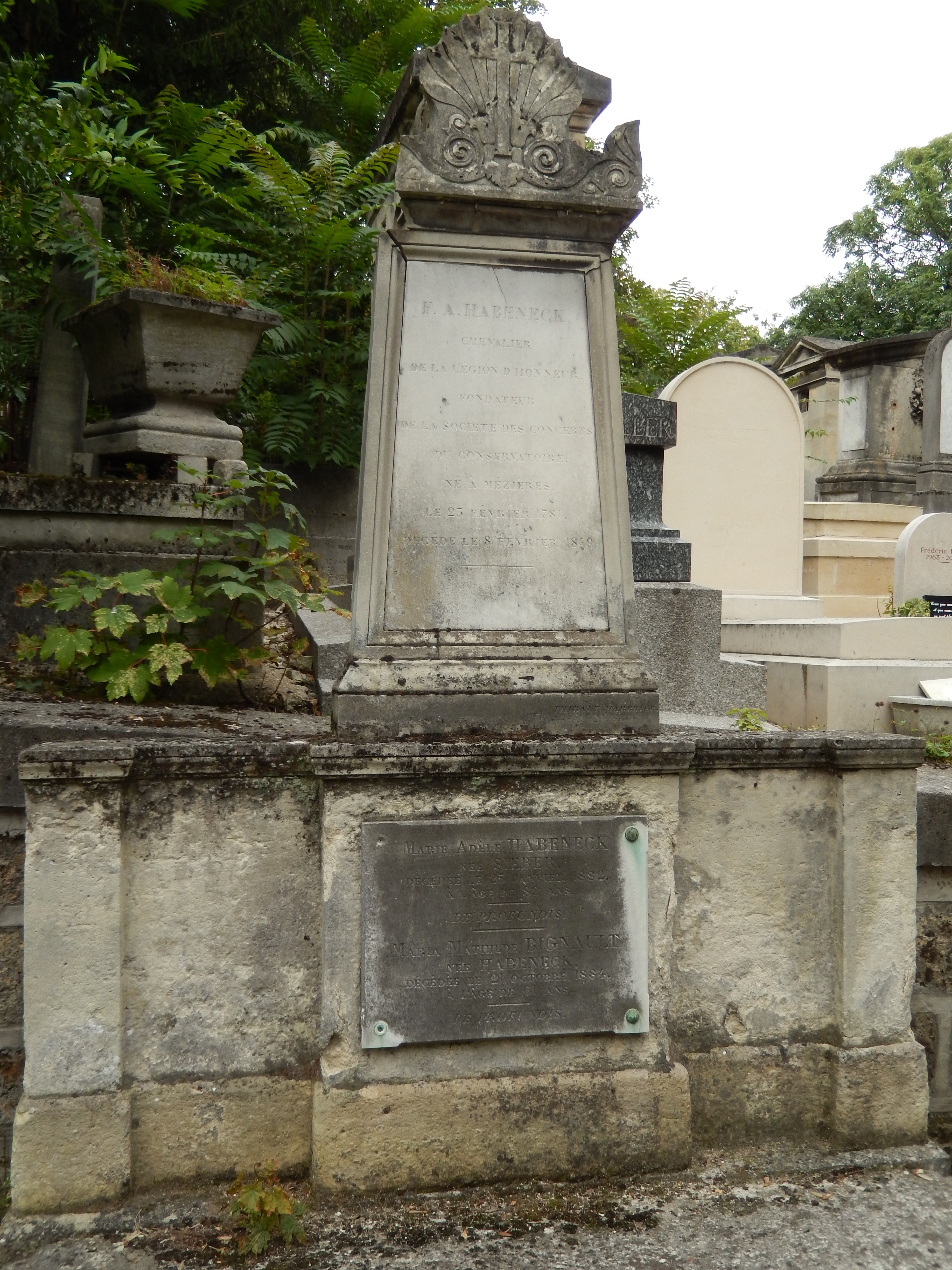
Tombe de François Antoine Habeneck (cimetière du Père-Lachaise, division 11).